# Sporobolus airoides
Sporobolus airoides är en gräsart som först beskrevs av John Torrey, och fick sitt nu gällande namn av John Torrey. Sporobolus airoides ingår i släktet droppgräs, och familjen gräs. Inga underarter finns listade i Catalogue of Life.

## Bildgalleri

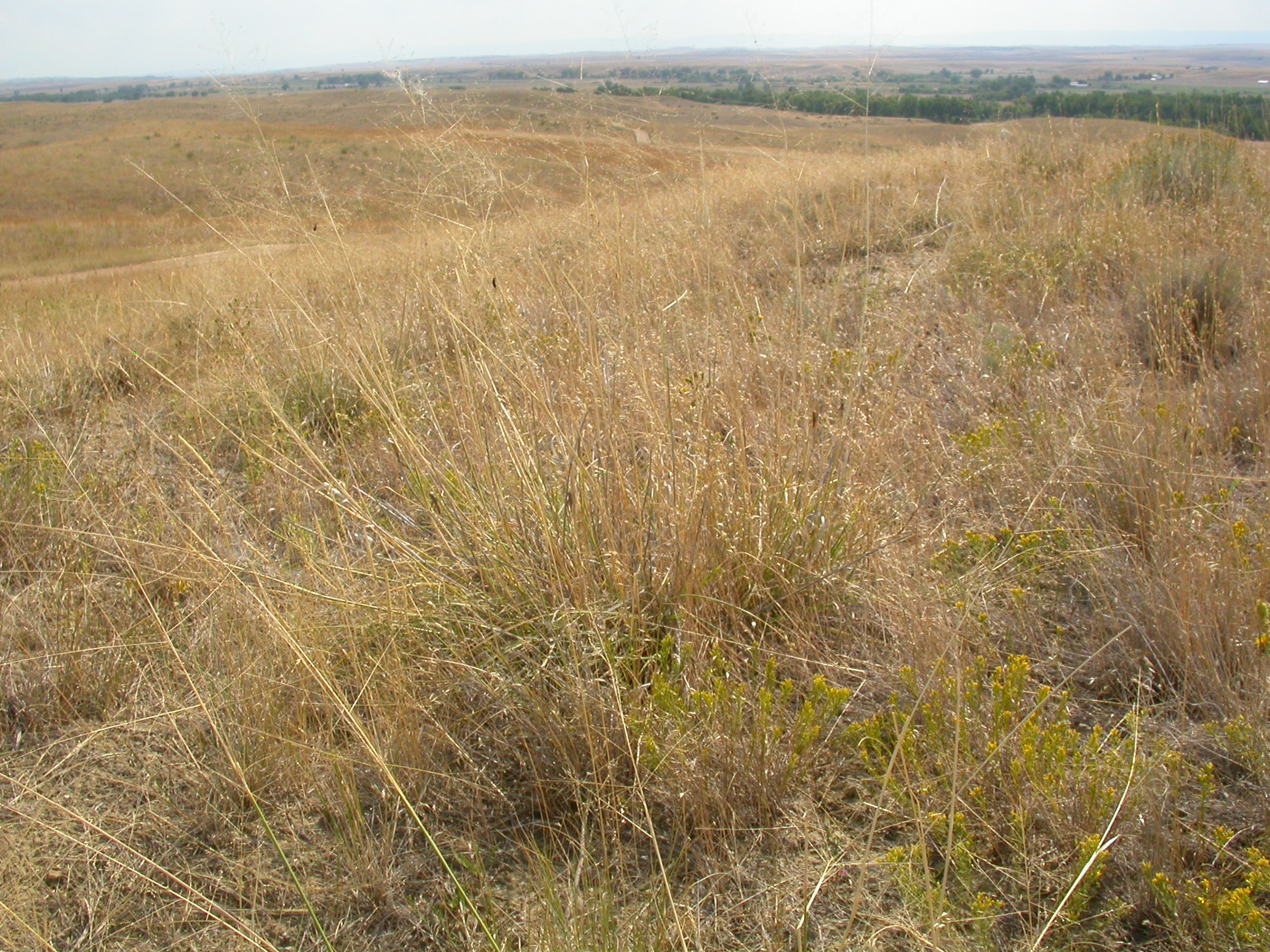
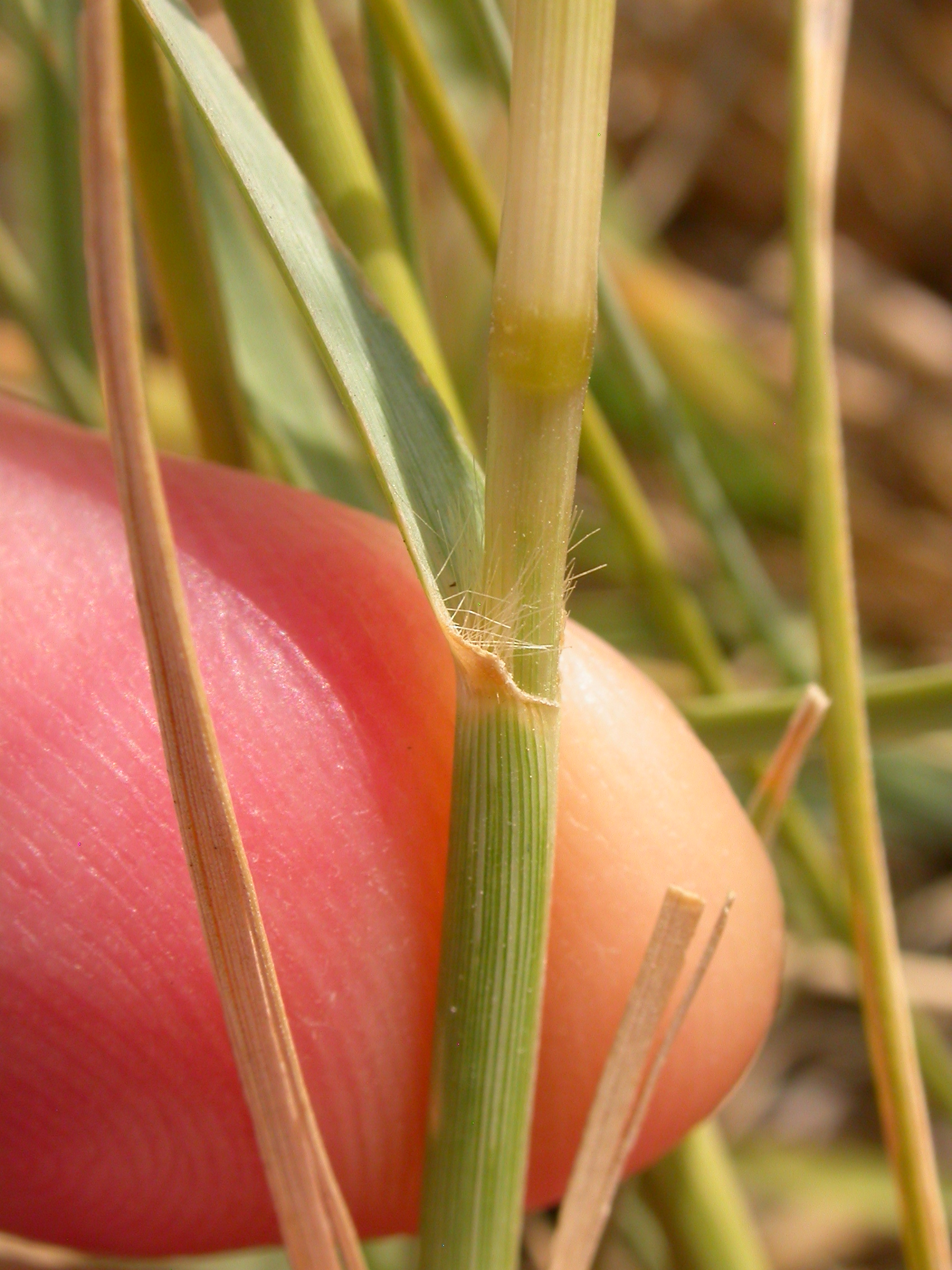
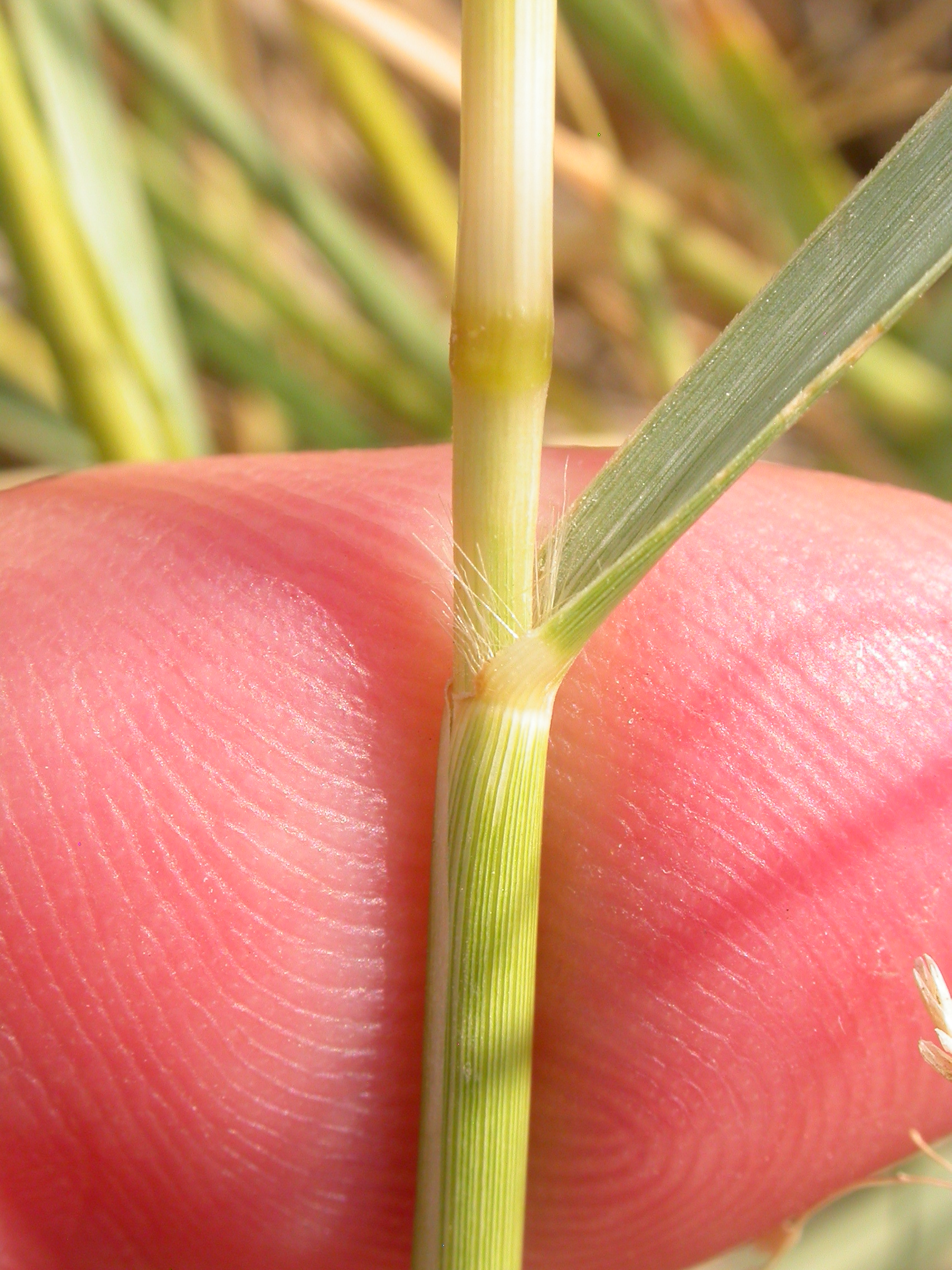
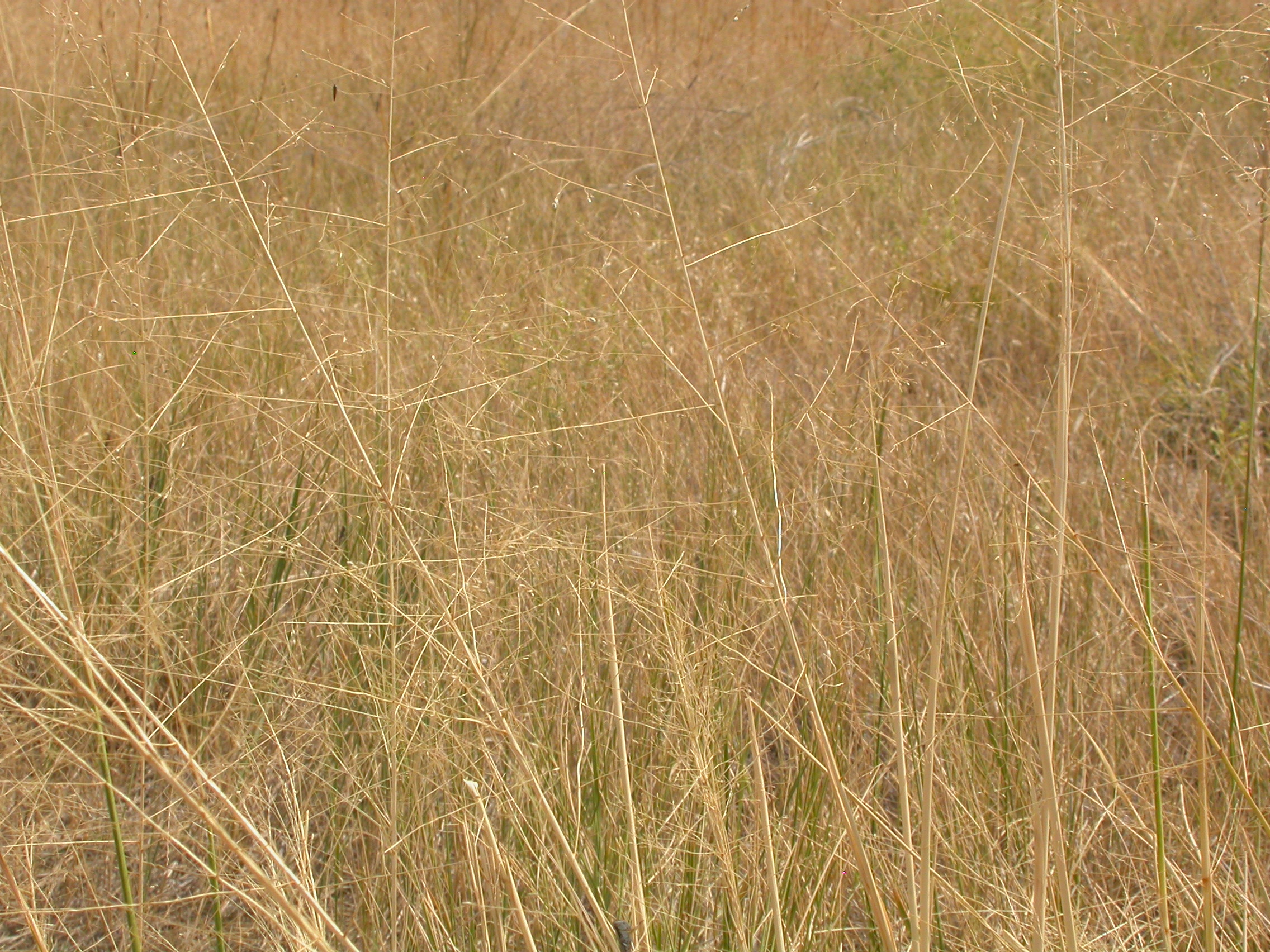